# Max Burns

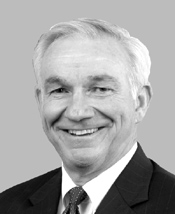
Max Burns

Othell Maxie „Max“ Burns (* 8. November 1948 in Millen, Jenkins County, Georgia) ist ein US-amerikanischer Politiker. Zwischen 2003 und 2005 vertrat er zwölften Distrikt des Bundesstaats Georgia im US-Repräsentantenhaus. Seit 2021 sitzt er für den 23. Distrikt seines Staates im Senat von Georgia.

## Werdegang
Max Burns studierte bis 1973 am Georgia Institute of Technology in Atlanta und danach bis 1977 an der dortigen Georgia State University. An dieser Universität studierte er im Jahr 1987 auch Philosophie. Zwischenzeitlich wurde er im Jahr 1973 Mitglied der Reserve der US Army. 20 Jahre lang war Burns Professor an der Georgia Southern University.
Politisch wurde er Mitglied der Republikanischen Partei. Zwischen 1993 und 1998 war er Mitglied im Kreisrat des Screven County. Bei den Kongresswahlen des Jahres 2002 wurde er im damals wieder eingerichteten zwölften Wahlbezirk von Georgia in das US-Repräsentantenhaus in Washington, D.C. gewählt, wo er am 3. Januar 2003 sein neues Mandat antrat. Da er bei den Wahlen des Jahres 2004 dem Demokraten John Barrow unterlag, konnte er bis zum 3. Januar 2005 nur eine Legislaturperiode im Kongress absolvieren. Im Jahr 2006 bewarb er sich erfolglos gegen Barrow um seine Rückkehr in das US-Repräsentantenhaus. Allerdings war das Wahlergebnis äußerst knapp. Beide Kandidaten erreichten 50 %. Barrow kam auf 71.651 Wählerstimmen, Burns auf 70.787.
Im Jahr 2020 kandidierte Burns erfolgreich für den Senat von Georgia, wo er seitdem den 23. Wahlbezirk vertritt. Die Primary (Vorwahl) seiner Partei für die Wahl in Georgia 2022 konnte er ebenfalls für sich entscheiden, ebenso die folgende Hauptwahl.